# Nodular
Nodular is het debuutalbum van de Duitse muziekgroep 'ramp, toen nog RAMP geheten. De eerst opgenomen track dateert van 31 maart 1996 (intrip). De muziek bestaat uit elektronische muziek uit de Berlijnse School voor elektronische muziek, maar toch drong de ambient al licht door. Het is dan nog niet de zware tak, maar golvende lichtklinkende elektronische muziek. Af en toe gebruikte de band een sequencer, maar veel minder overheersend als bij branchegenoten Tangerine Dream en Klaus Schulze. 

## Musici
- Stephen Parsick, Frank Makowski en Lambert Ringlage – synthesizers, andere toetsinstrumenten, sampling en programmeerwerk
- Martina Fantar – stem

## Composities
| Nr. | Titel                                                                         | Duur  |
| --- | ----------------------------------------------------------------------------- | ----- |
| 1.  | intrip (ramp; eerste opname als groep 31 maart 1996)                          | 6:15  |
| 2.  | nodular - annular (Makowski, Parsick; live opgenomen 29 augustus 1997)        | 6:50  |
| 3.  | nodular - nodular (idem)                                                      | 15:24 |
| 4.  | nodular - angular (idem)                                                      | 8:43  |
| 5.  | before the storm (Fantar, Makowski, Parsick; live opgenomen 15 november 1997) | 17:06 |
| 6.  | phasenverzerrung (ramp; augustus 1996)                                        | 18:57 |